# Спасо-Преображенська церква (Бузова)
Спасо-Преображенська церква — діюча церква у селі Бузова на честь Преображення Господнього. Належить Православній церкві України.

## Історія
Перший храм був побудований на початку XVII ст.
Принаймні з 1729 р. у Бузовій була відбудована церква, в якій з цього року був священиком Іван Іваницький, по презенті князя Миколая Шуйського". Ця церква була описана у візиті Хвастівського деканату за 1746 рік. У 1781 р. була побудована нова, 6-го класу, дерев'яна церква Преображення. У 1877 році була побудована церковноприхідська школа, яка була зруйнована з 1916 по 1920 рр. У 1910 році знайшли історичні документи, що розповідають історію села протягом трьох століть. Нажаль, ці документи не збереглися.
Під час німецької окупації діяла церква з 1941 по 1943 рік. Біля храму було кладовище німецьких загарбників.
В 55 році церква була зруйнована. На місці колишньої церкви побудували клуб.
На початку 90-х років ХХ століття релігійне життя села Бузова поступово відроджується. Церковній громаді було надано приміщення під церкву. Першим настоятелем був священик Гурій.
В 1999—2010 роках настоятелями храму були священики прот. Миколай Йосифчук та свящ. Володимир Соболь.
20 серпня 2011 року предстоятель Української Православної Церкви Київського Патріархату Святійший Філарет патріарх Київський і всієї Руси-України освятив новозбудований храм Преображення Господнього у с Бузова Києво-Святошинського району. Фундатором і будівничимхраму є Бондаренко Володимир Дмитрович.
З 2011 року настоятелем храму є ієрей Василій Возняк
Метричні книги, клірові відомості, сповідні розписи церкви церкви Преображення Господнього с. Бузова (приписні с. Гуровщина, хут. Буча, Смолянка, Кут, Халаїм) Київського пов. Київської губ. зберігаються в ЦДІАК України